# Cordulegaster brevistigma
Cordulegaster brevistigma är en trollsländeart. Cordulegaster brevistigma ingår i släktet Cordulegaster och familjen kungstrollsländor. IUCN kategoriserar arten globalt som livskraftig.

## Underarter
Arten delas in i följande underarter:
- C. b. brevistigma
- C. b. folia